# Barbacenia tricolor
Barbacenia tricolor är en enhjärtbladig växtart som beskrevs av Carl Friedrich Philipp von Martius. Barbacenia tricolor ingår i släktet Barbacenia och familjen Velloziaceae. Inga underarter finns listade.